# Dekanija Maribor
Dekanija Maribor je rimskokatoliška dekanija Nadškofije Maribor. 

## Župnije
- Župnija Kamnica
- Župnija Limbuš
- Župnija Lovrenc na Pohorju
- Župnija Maribor - Brezje
- Župnija Maribor - Košaki
- Župnija Maribor - Pobrežje
- Župnija Maribor - Radvanje
- Župnija Maribor - Sv. Janez Bosko
- Župnija Maribor - Sv. Janez Krstnik
- Župnija Maribor - Sv. Jožef
- Župnija Maribor - Sv. Križ
- Župnija Maribor - Sv. Magdalena
- Župnija Maribor - Sv. Marija
- Župnija Maribor - Sv. Rešnje telo
- Župnija Maribor - Tezno
- Župnija Ruše
- Župnija Selnica ob Dravi
- Župnija Sv. Barbara v Slovenskih Goricah
- Župnija Sv. Duh na Ostrem vrhu
- Župnija Sv. Križ nad Mariborom
- Župnija Sv. Marija v Puščavi
- Župnija Sv. Martin pri Vurberku - Dvorjane
- Župnija Sv. Miklavž ob Dravi
- Župnija Sv. Peter pri Mariboru
- Župnija Vurberk
- Univerzitetna župnija Maribor